# Húsares alados polacos

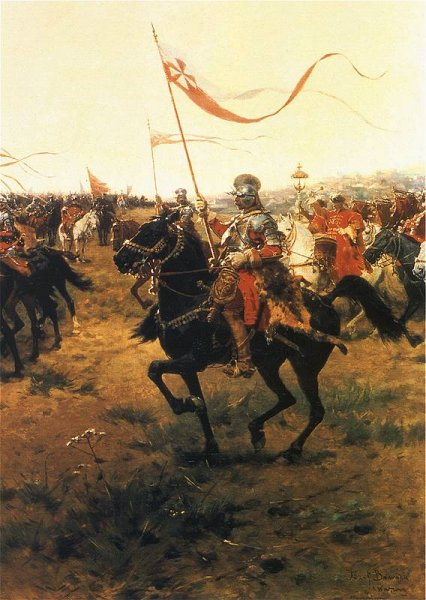
Húsares polacos según Józef Brandt (1841–1915).

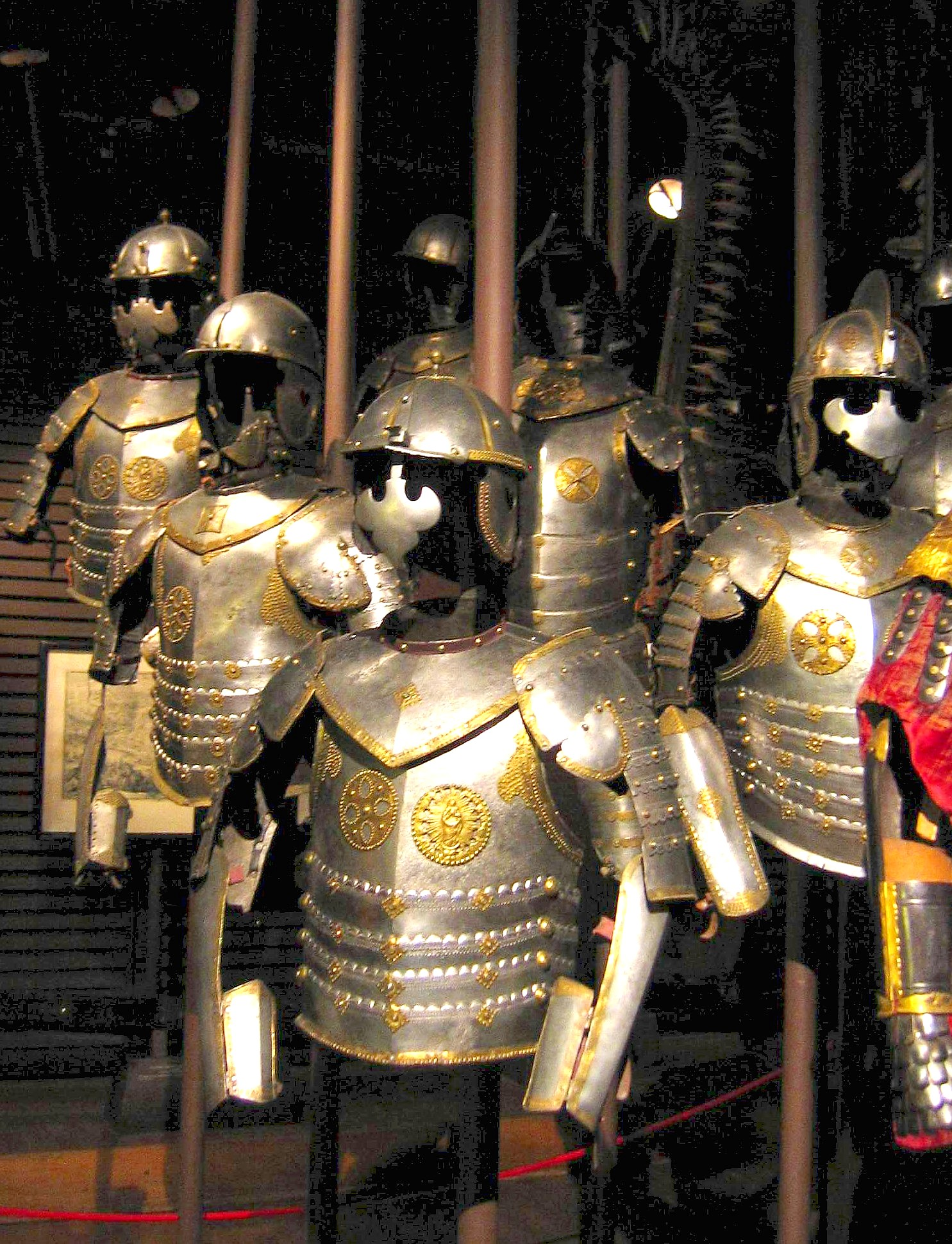
Armadura de húsar alado.

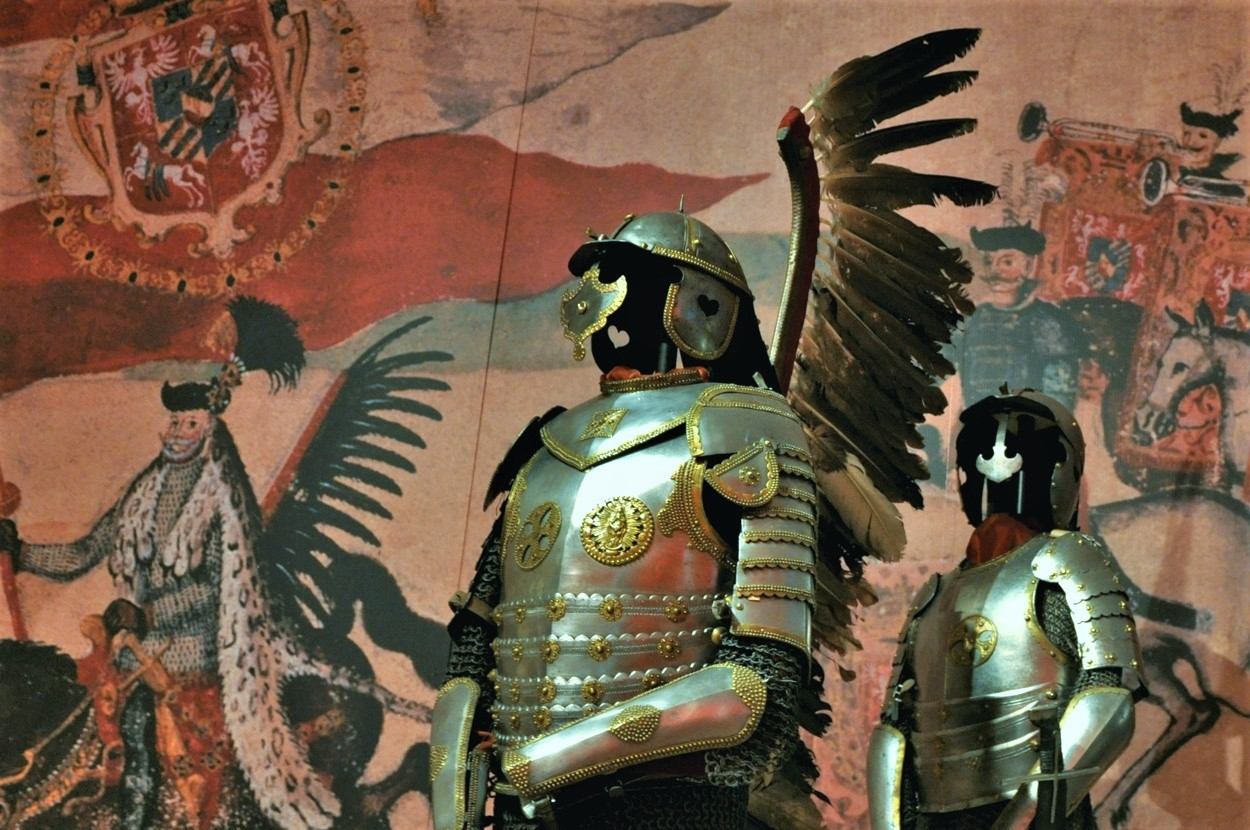
Armadura de un húsar polaco de mediados del (Museo Nacional de Cracovia)

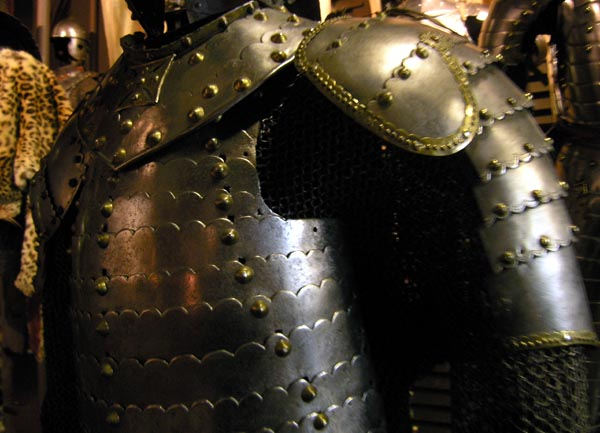
Hombrera de los húsares alados.

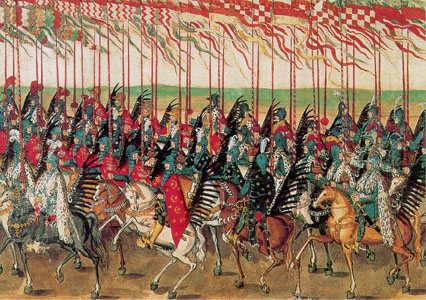
Entrada de la procesión de la boda de Segismundo III Vasa en Cracovia.

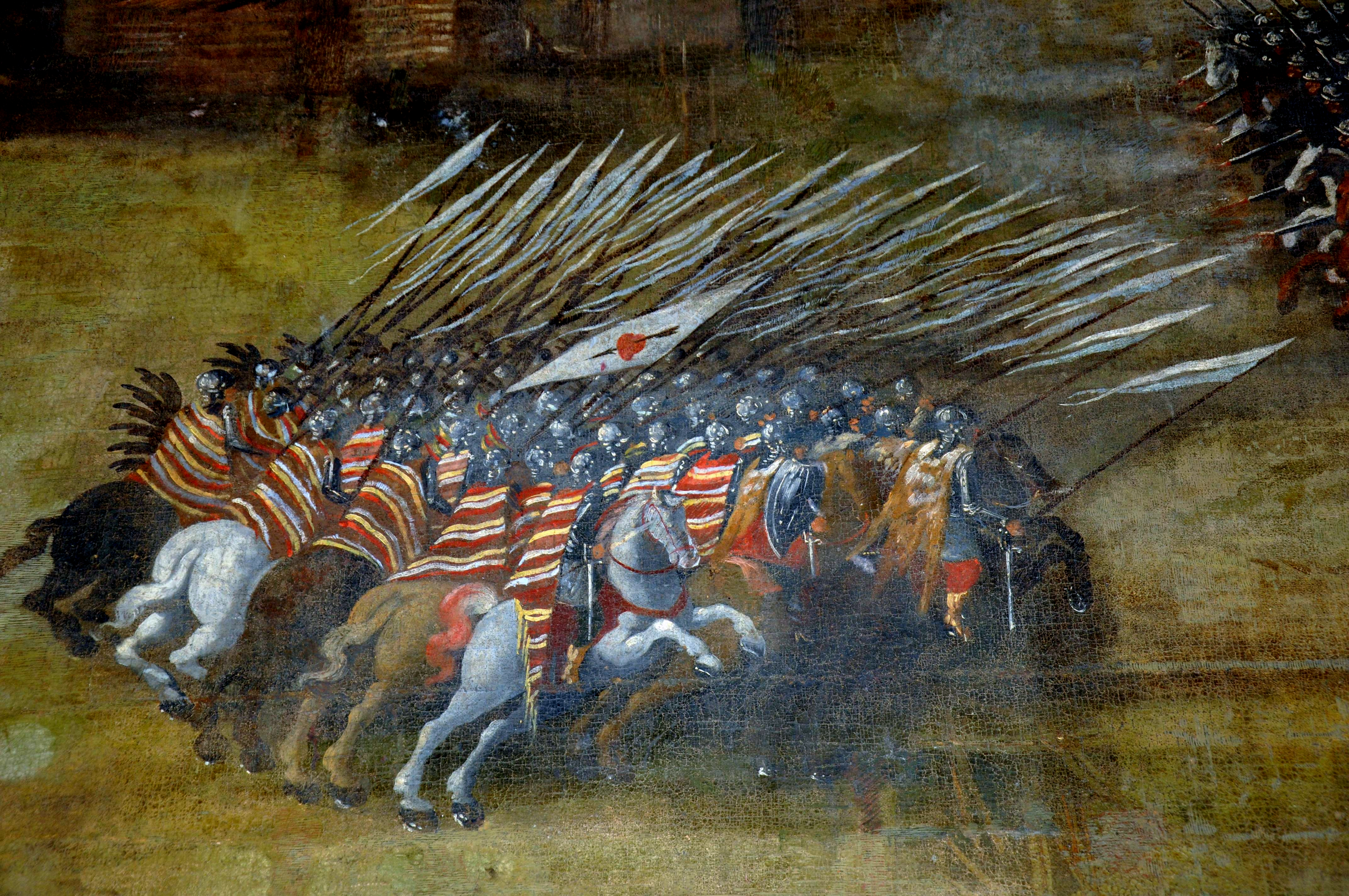
Húsares alados durante la batalla de Klúshino.

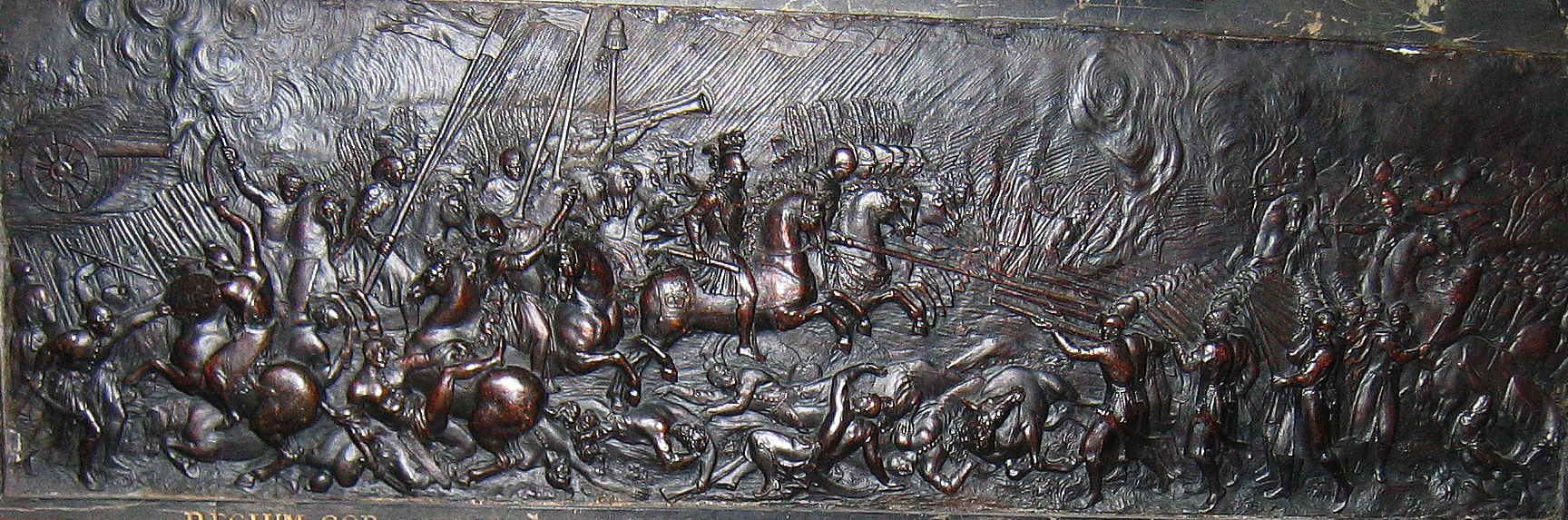
Húsares alados durante la batalla de Beresteczko. Relieve en Abadía de Saint-Germain-des-Prés en París.

Los húsares alados polacos (en polaco: husaria) fueron un cuerpo de caballería pesada (a diferencia de otros húsares europeos) de la Mancomunidad de Polonia-Lituania en el siglo XVII (también parte de los siglos XVI y XVIII). Sus rasgos más representativos eran unas «alas» sujetas al espaldar de la coraza, por lo que son conocidos como los húsares «alados».

## Orígenes del cuerpo
En el siglo XVII, el ejército polaco-lituano era una fuerza de caballería. Existía una proporción de tres o cuatro jinetes por cada infante. El cuerpo de Hussaria era la élite, el más prestigioso y privilegiado de todo el ejército.
Los húsares alados derivaban de una caballería ligera similar a los húsares húngaros, pero a lo largo del tiempo (en el siglo XVI) se convirtieron en una unidad de caballería pesada.

## Elhúsar
Los jinetes eran voluntarios que principalmente procedían de la nobleza de Polonia y Lituania, ya que el caballero debía costearse su caballo, armadura y armamento, a excepción de la lanza (kopia), la cual la proporcionaba el Estado polaco.
El hecho de que los jinetes corriesen con los gastos del equipamiento contribuyó en el siglo XVIII a que el cuerpo se convirtiera en una unidad ceremonial y a que más tarde se disolviera por la falta de voluntarios.

## Equipamiento

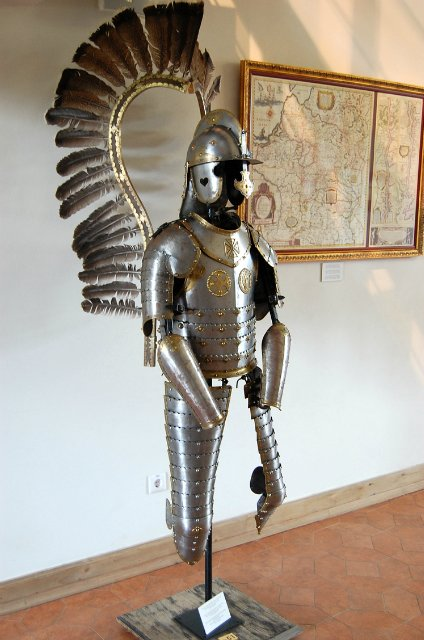
Armadura de un húsar alado.

La armadura del húsar constaba de una coraza y un casco (zischagge) con visera para proteger el rostro, ambos muy adornados. La coraza solía estar decorada con sus características «alas» de madera dorada coronada con plumas. También se adornaba la coraza con caras pieles de leopardo, oso, león o tigre.
El armamento era heterogéneo, ya que era costeado por los propios jinetes, pero éstos solían contar con un sable curvo (szabla) y/o un estoque capaces de perforar armaduras, una o dos pistolas, un martillo de guerra (czekan) y su arma más típica, la kopia, una lanza hueca con punta de acero. Además, algunos añadían a ese arsenal hachas, rodelas y flechas, entre otras armas.

## Modus operandi
Los húsares se organizaban en regimientos (choragiew) de 200 a 300 jinetes. Cargaban en formación cerrada a gran velocidad para dificultar el blanco a los mosqueteros enemigos.
Sus kopias eran más largas que las picas de la infantería, y aunque se rompían al impactar, los húsares lograban dispersar formaciones de piqueros, cosa imposible para otros cuerpos de caballería. Realizaban cargas devastadoras contra sus enemigos, pero, a pesar de ser un cuerpo de caballería pesada, era muy flexible. Los húsares alados se consideran como una de las mejores caballerías pesadas en la historia del mundo.

## Batallas
- Batalla de Hodów, en la que 400 polacos vencieron al menos a 40.000 tártaros (algunas fuentes elevan esta cifra hasta los 85.000 tártaros)
- Batalla de Orsha, en la que 30.000 polacos vencieron a 80.000 rusos.
- Batalla de Kircholm, en la que 3.000 polacos vencieron a 12.000 suecos.
- Batalla de Klúshino, en la que 5.800 polacos vencieron a 35.000 rusos y suecos.
- Batalla de Chocim (1621), que finalizó con la derrota Turca.
- Batalla de Beresteczko, en la cual derrotaron a los rebeldes cosacos ucranianos. bajas - 700 Polacos y 30.000-40.000 cosacos y tártaros.
- Batalla de Połonka, en la cual 13 000 polacos vencieron a 24.000 Rusos.
- Batalla de Chocim (1673), que finalizó con la derrota turca.
- Batalla de Viena, en la que colaboraron para levantar el asedio de Viena.
- Batalla de Kliszów, su última gran batalla, que acabó en derrota polaca frente a los suecos.